# Воины-ягуары
Воины-ягуары (Рыцари-ягуары) (науат.: ocēlōtl) — вид пехоты, входивший в состав армии ацтеков. Представляли собой элитные воинские части, аналогичные воинам-орлам. Воины-ягуары надевали шкуры ягуаров во время сражения, так как верили, что сила ягуара во время битвы передаётся воину, надевшему его шкуру. Воины-ягуары использовались в военных кампаниях как особые подразделения. Сохранилось много статуэток и изображений этих воинов.

## Вооружение
Воины-ягуары сражались макуауитлем — деревянной дубиной с лезвиями из обсидиана. Также они использовали копья и копьеметалки (атлатль). Имели деревянный щит.

## Становление воином-ягуаром
Чтобы стать воином-ягуаром, ацтек должен был взять в плен не менее четырёх врагов. В понимании ацтеков, это показывало силу воина гораздо лучше, чем просто убийство вражеских солдат на поле боя.

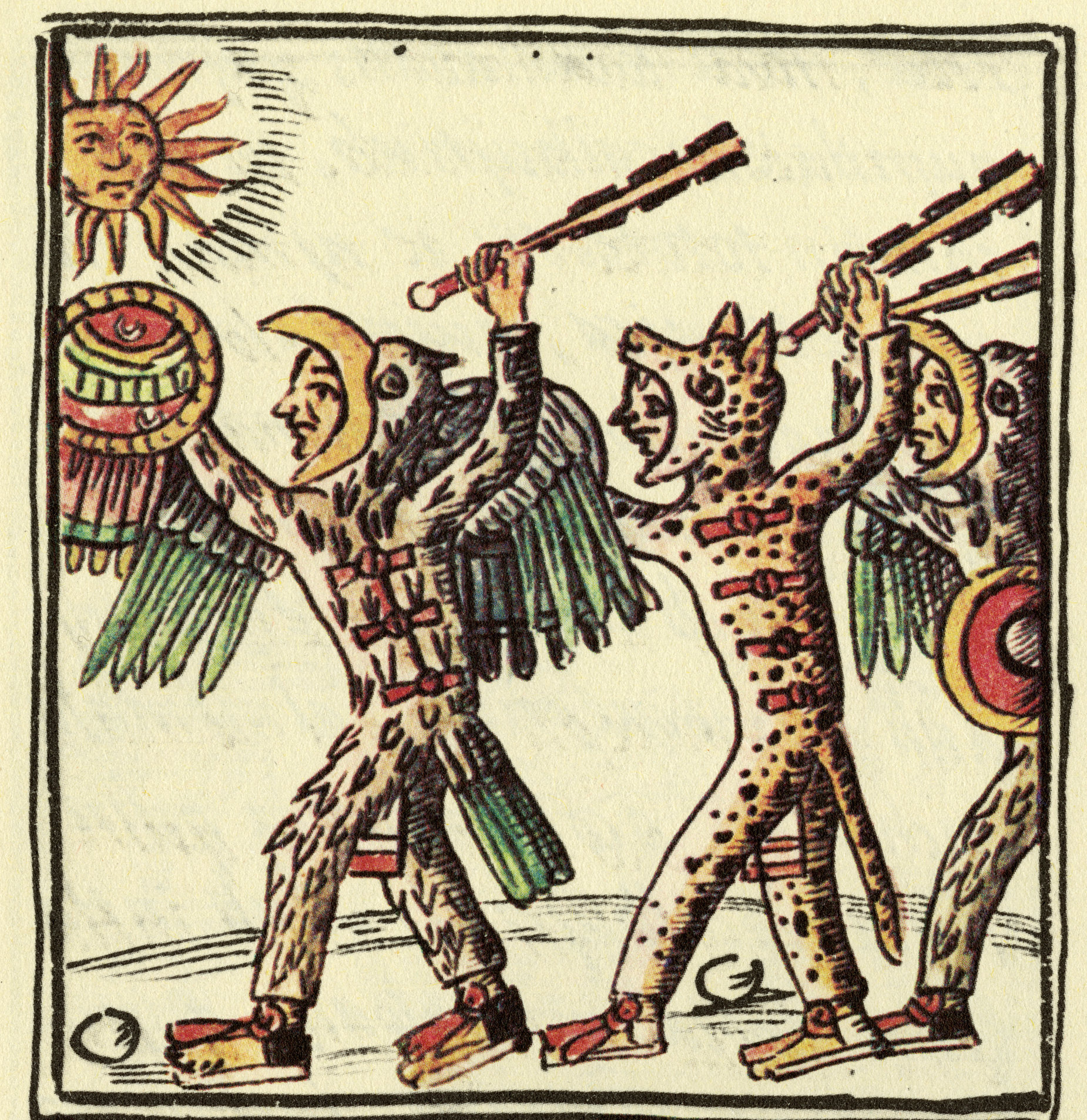
Воин-Ягуар (посередине, между двумя Воинами-орлами)